# 42 cm Gamma Mörser

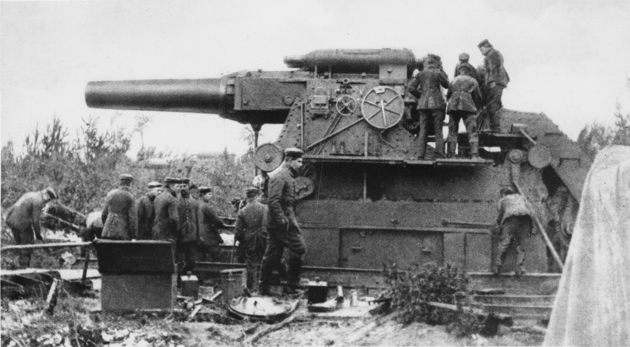
Бельгія. Фотографія з лівого боку німецької 42-сантиметрової гаубиці Gamma Mörser з екіпажем.

Gamma Mörser — під такою назвою під час Другої світової війни була відома німецька надважка гаубиця нім. 42 cm kurze Marinekanone L/16 (укорочена морська зброя калібру 42 см зі стволом 16 калібрів). Тип - облогова гаубиця. Одна з важких гармат, розроблених фірмою Krupp перед Першою світовою війною, проте застосування цього періоду не отримала. Єдина гаубиця, яка з незрозумілих причин уникла знищення відповідно до Версальського договору, була використана під час Другої світової війни при взятті лінії Мажино (1940), облозі Севастополя (1942) та бомбардуванні повсталої Варшави (1944).

## Історія створення
Ще задовго до Першої світової війни фірма Krupp почала розробку надважких облогових гармат, здатних зруйнувати оборонні укріплення сусідів. Gamma була третім виробом такого роду, звідси і назва за третьою літерою алфавіту - Gamma-Gerät (пристрій Gamma). Gamma була збільшеним варіантом 30.5 cm гаубиці (Beta-Gerät).
Гармата вимагала встановлення на бетонний фундамент (Bettungsgeschütz). Це накладало певні обмеження на тактику застосування і вимагало ретельного планування, оскільки був потрібен щонайменше тиждень для застигання бетону, перш ніж можна було починати монтаж гармати. Сам монтаж займав до тижня і вимагав застосування рейкового підйомного крана.
Точна кількість вироблених гармат невідома, хоча іноді зустрічається згадка числа 10. Після Першої світової війни всі гармати Gamma-Gerät знищили за умовами Версальського договору, проте фірмі Крупп вдалося в таємниці зберегти один екземпляр на полігоні в Меппені. Саме ця єдина гармата надалі використовувалася у Другій світовій війні.

## Боєприпаси
Під час Другої світової війни основним боєприпасом для Gamma Mörser був бетонобійний снаряд вагою трохи більше тонни (1003 кг). Стрільба велася з роздільним заряджанням із застосуванням від одного до чотирьох порохових зарядів, загальною вагою до 77,8 кг.